# Giuseppe Bottero
Giuseppe Bottero (Asti, 1º gennaio 1846 – Torino, 1930) è stato un pittore, ingegnere e militare italiano.

## Biografia
Prima di avviare la propria carriera artistica, Bottero si laureò in ingegneria e intraprese la carriera militare, raggiungendo il grado di tenente generale del Genio. Nel frattempo, si formò come pittore inizialmente con Giuseppe Giani e successivamente all'Accademia Albertina di Torino. Da lì si trasferì poi a Roma, dove strinse amicizia con Antonio Mancini.
Il critico contemporaneo De Gubernatis, lo descrive come dotato del temperamento artistico e della gagliarda di un cinquecentista. All'Esposizione Nazionale di Torino ha esposto Il Coltello e Sul Golgota, in quella di Milano nel 1886 espone: Compagni di sventura. Nella mostra di Venezia del 1887, espose Hypochondria e La Posa.